# Commission Zelnik
La commission Zelnik est une commission créée le 2 septembre 2009, par le ministre de la Culture, Frédéric Mitterrand. Il confie à Patrick Zelnik la tâche de former la commission, de consulter plusieurs acteurs économiques et de rédiger un rapport pour améliorer « l’offre légale de contenus culturels sur Internet et la rémunération des artistes et de tous ceux qui concourent à la création de ces œuvres ».
Après avoir été repoussé plusieurs fois, le rapport de la commission Zelnik fut remis au ministère de la Culture le 6 janvier 2010.

## Composition
La commission Zelnik est composée de :
– Patrick Zelnik ;
– Jacques Toubon ;
– Guillaume Cerutti.

## Le rapport
Le rapport de la commission est composé de 14 pages de résumé et 130 pages détaillées sur les propositions.
Les principales recommandations sont les suivantes :
- pour la musique :
  - création d'un carte prépayée pour les jeunes financée à 50 % par l'État, pour acheter de la musique en ligne
  - un système de gestion collective pour le streaming et le webcasting, pour négocier les tarifs entre éditeurs de média et les grand distributeurs (Dailymotion, Youtube, Deezer...). Le but est de faciliter les négociations avec les plus petits éditeurs.
- pour le livre :
  - prix unique du livre en ligne (extension de la loi Lang au livre numérique)
  - la baisse de la TVA pour l'aligner sur le prix du livre physique ; le livre numérique est considéré comme une œuvre multimédia, et non comme un livre.
  - une taxe copie privée sur les cartouches et recharges d'encre des imprimantes
- pour l'audiovisuel et le cinéma :
  - petit révision de la chronologie des médias : baisser à 22 mois, voire 10 mois le temps entre la sortie en salle des films, et la possibilité de visionner ce film en vidéo à la demande par abonnement, au lieu de 36 actuellement.
  - le rapport incite les fournisseurs d'accès à Internet à élargir leur catalogue de vidéo à la demande
  - alourdir la TVA des offres triple-play : la moitié de l'abonnement est soumis à la TVA audiovisuelle. Le but est que tout l'abonnement soit à une TVA de 19,6 %.
  - une taxe sur les films du domaine public, pour la numérisation des films du patrimoine
  - une taxe touchant les revenus publicitaires en ligne, surnommée « taxe Google » par Jacques Toubon, bien qu'elle frapperait toutes les régies publicitaires en ligne.
  - une enquête des autorités de la concurrence sur Google

## Critiques

### Sur sa formation et son action
Les opposants à la loi HADOPI,,,, soulignent l'opacité de la commission, et sa composition :
– Patrick Zelnik est patron de la maison de disques indépendante Naïve et ouvertement pour la loi HADOPI ;
– Jacques Toubon est député européen, ancien ministre de la Culture, et a été fortement opposé à l'amendement Bono sur le paquet télécoms. Il est contre la neutralité des réseaux et pour le filtrage d'Internet ;
– Guillaume Cerutti est PDG de Sotheby's France, ancien directeur de cabinet du ministre de la Culture Jean-Jacques Aillagon, et à ce titre l'un des architectes de la loi DADVSI.
Les rédacteurs du rapport sont Nicolas Colin, inspecteur des finances, ancien élève de l'ENA et diplômé de l’École nationale supérieure des télécommunications de Bretagne, et Constance Rivière, auditrice au Conseil d'État, ancienne élève de l'ENA et de l'École normale supérieure.